# Kościół św. Stanisława we Lwowie
Kościół szpitalny św. Stanisława we Lwowie – niezachowana gotycka świątynia rzymskokatolicka przy szpitalu we Lwowie.
Kościół powstał w 1460 na Krakowskim Przedmieściu przy drodze na Kraków, w okolicach współczesnej ul. S. Naływajki. W 1509 świątynia spłonęła razem z całym przedmieściem podczas oblężenia miasta przez hospodara mołdawskiego Bogdana III. Dr Feliks Markowski zauważył zbieżność rzutu kościoła oraz świątyń rzymskokatolickich w Kulikowie (kościół św. Mikołaja), Felsztynie (kościół św. Marcina Biskupa), Niżankowicach (kościół Świętej Trójcy) oraz przedstawił hipotezę, że nie jest wykluczone, iż kościół św. Stanisława był pierwowzorem dla nielicznej, prawie wyjątkowej odmiany gotyckich świątyń o prostej wschodniej ścianie. W 1784 podczas kasaty józefińskiej władze austriackie urządziły w kościele i szpitalu wojenny dom kary (więzienie). Na początku XIX w. kościół został rozebrany.